# Лиговский путепровод

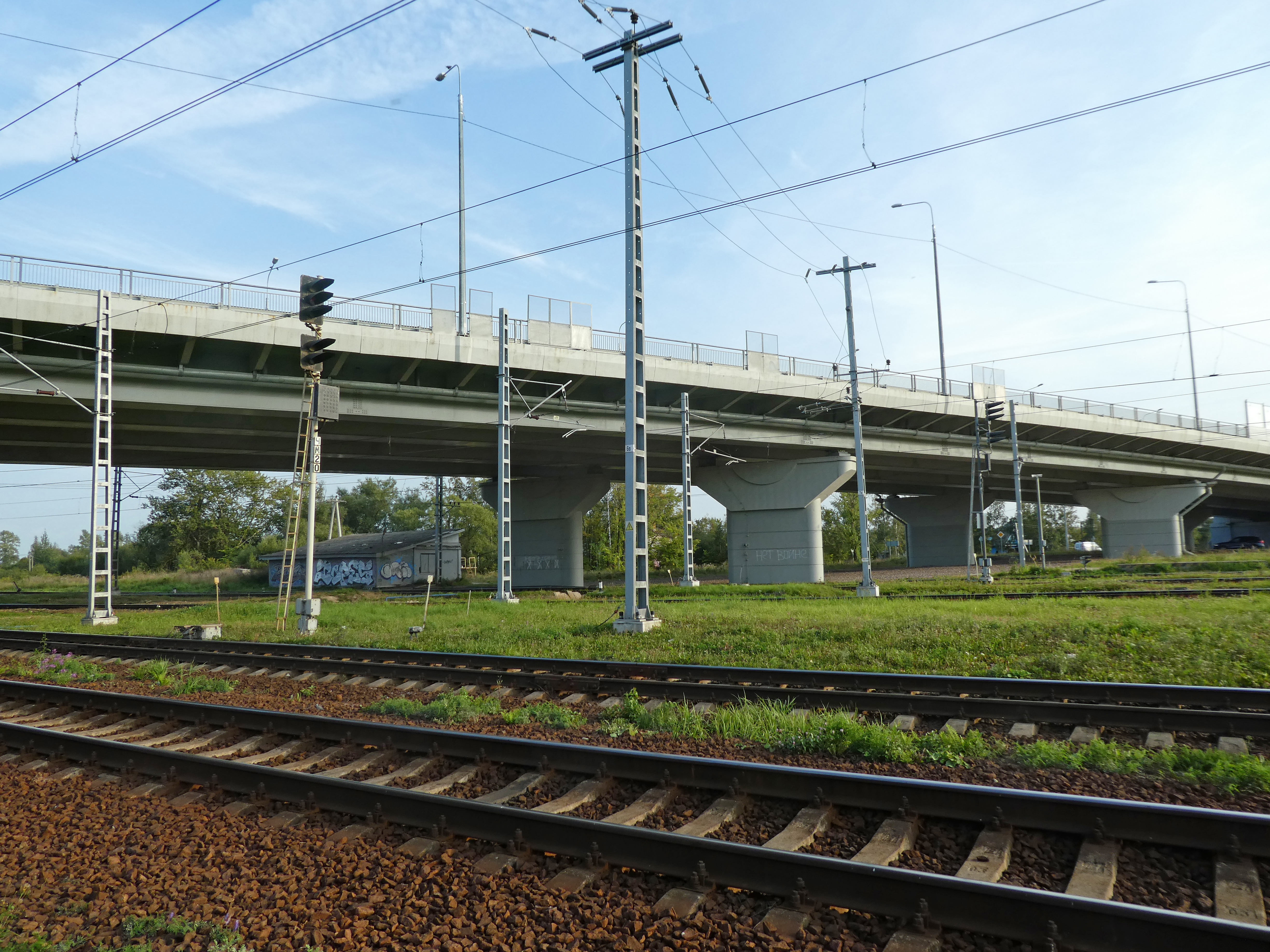
Лиговский путепровод после реконструкции

Ли́говский путепрово́д — путепровод в Красносельском районе Санкт-Петербурга. Переброшен через Балтийскую железную дорогу в створе проспекта Маршала Жукова и Таллинского шоссе.
Прежде здесь был переезд, по которому Таллинское шоссе пересекало Балтийскую железную дорогу. Путепровод был построен в 1950 году. Он расположился рядом со станцией Лигово, почему и получил название Лиговский. Путепровод имел три пролета (обе опоры имели гранитную облицовку) и двухполосную проезжую часть. Ограждение имело художественный рисунок. На подходах были высокие насыпи.
С февраля 1976 по ноябрь 1977 года прошла реконструкция Лиговского путепровода: в рамках строительства участка проспекта Народного Ополчения в северной насыпи сделали прокол с однопролетным железобетонным путепроводом над проспектом. Этот путепровод был введен в эксплуатацию 29 ноября 1977 года.
В 2018 году началась новая реконструкция Лиговского путепровода, кардинальная, призванная полностью заменить оба старых путепровода — над железной дорогой и над проспектом Народного Ополчения. Проект разработало ГУП «Ленгипроинжпроект» совместно с ООО «Севзапинжтехнология». Строительство велось в два этапа. В ночь на 4 ноября 2020 года было открыто движению по западному трехполосному путепроводу, а 10 сентября 2021 года, после того как оба старых путепровода снесли, на их месте открыли движение по восточному трехполосному путепроводу. Одновременно было пущено полноценное движение по расширенным также в три раза участку проспекта Маршала Жукова (от проспекта Ветеранов до путепровода) и Таллинскому шоссе (от путепровода до Рабочей улицы). Как видно на фотографиях, историческая решетка путепроводу возвращена не была. Каждый из двух параллельных путепроводом имеет длину 316 метров.
Новый путепровод имеет также три пролета: под центральным проходит железная дорога, под северным — проспект Народного Ополчения, под южным — разворот в Старо-Паново.